# Eadweard Muybridge

Cavalo em movimento

Eadweard J. Muybridge (/ˌɛdwərd ˈmaɪbrɪdʒ/; 9 de abril de 1830 – 8 de maio de 1904), nascido Edward James Muggeridge, foi um fotógrafo inglês conhecido por seus experimentos com o uso de múltiplas câmeras para captar o movimento, além de inventor do zoopraxiscópio, um dispositivo para projetar os retratos em movimento que seria o precursor da película de celulóide, usada ainda hoje.

## Vida e carreira
Muybridge nasceu em Kingston, Inglaterra, como Edward James Muggeridge. É possível que tenha mudado seu nome para a forma original anglo-saxã com o propósito de combinar com o nome do rei Eadweard. Embora não tendo efetuado essa alteração até meados de 1870, mudou seu sobrenome para Muygridge, seguido por Muybridge, no lançamento de sua carreira fotográfica.
Em 1855, chegou a San Francisco, Estados Unidos, começando sua carreira como agente e livreiro de um editor. Deixou a cidade no fim da mesma década e, após um acidente em que sofreu lesões em sua cabeça, acabou retornando à Inglaterra por alguns anos. Reapareceu em San Francisco em 1866, já com o sobrenome Muybridge, e tornou-se rapidamente bem-sucedido na profissão de fotógrafo, concentrando-se em paisagens e assuntos arquitetônicos.

## Fotografando o Oeste

Bisão americano ("bufalo") galopando

Muybridge começou a criar sua reputação em 1867, com fotos do Parque Nacional de Yosemite (das quais muitas reproduziam algumas cenas já fotografadas por Carleton Watkins) e da cidade de San Francisco. Muybridge tornou-se rapidamente famoso por estas fotos, que mostravam a grandiosidade do oeste. As imagens foram publicadas sob o pseudónimo de "Helios". 
No verão de 1868, Muybridge organizou uma comissão para fotografar uma das expedições do exército dos Estados Unidos ao Alasca, território recém-adquirido. Em 1871, a California Geological Survey convidou Muybridge para fotografar. Nesse mesmo ano se casa com Flora Stone. Em 1873, a Central Pacific Railroad avança dentro do território dos índios e o exército americano convoca Muybridge para fotografar a Guerra Modoc.

## Stanford e a questão do galope
Em 1872, o ex-governador da Califórnia Leland Stanford, homem de negócios e apreciador de corridas de cavalo, tomou uma posição popularmente debatida: afirmou que todos os quatro cascos de um cavalo deixavam a terra ao mesmo tempo durante o galope. Stanford tomou esse partido e decidiu provar cientificamente sua afirmação, procurando Muybridge e o empregando para resolver a questão.
Para provar a afirmação de Stanford, Muybridge desenvolveu um esquema para a captação instantânea de imagens. Seu trabalho envolveu fórmulas químicas para o processamento fotográfico e um disparador elétrico criado por John D. Isaacs, que conseguiu realizar o projeto do disparador fora de cada câmera, há muito tempo imaginado por Muybridge.

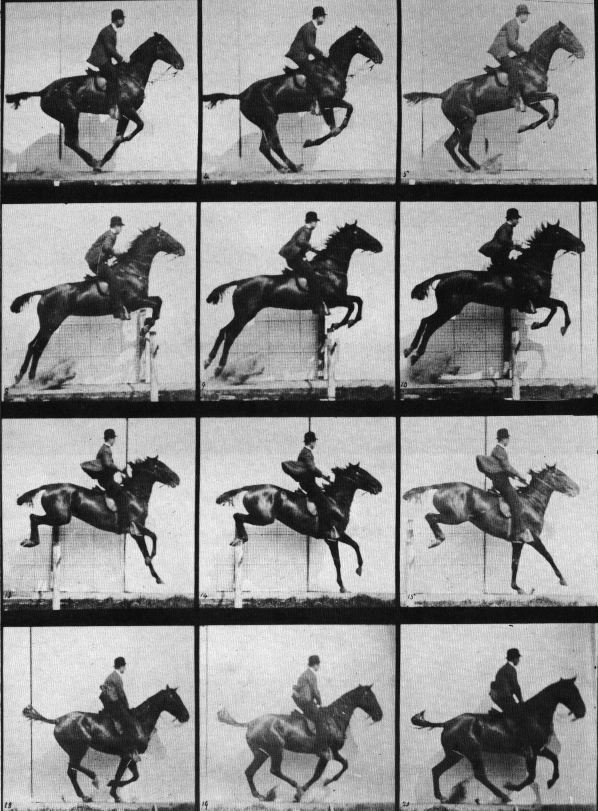
Sequência de um cavalo galopando, por Muybridge.

Em 1877, a questão de Stanford foi finalmente resolvida com uma única foto do cavalo de corrida 'Occident' (de propriedade de Stanford), "voando" em meio ao galope.
No ano de 1878, com o patrocínio de Stanford para expandir o experimento, Muybridge fotografou com sucesso o galope de um cavalo quadro a quadro, usando uma série de 24 câmeras. A primeira experiência com sucesso ocorreu em 11 de junho, com a imprensa presente. Foi utilizada uma série de 12 câmeras estereoscópicas, a uma distância de 21 polegadas umas das outras para cobrir os 20 pés tomados por um passo do cavalo, tomando retratos em um milésimo de um segundo.
Essa série de fotos, tiradas onde hoje é a Universidade Stanford, foram chamadas The Horse in Motion, e mostra que todos os cascos ficam fora da terra - embora não com as patas completamente estendidas, como os ilustradores contemporâneos tenderam a imaginar, mas um pouco dobradas sob o cavalo, "puxando" as patas dianteiras e "empurrando" as traseiras.
O relacionamento entre Muybridge e Stanford teve ruptura em 1882, quando o político publicou "The Horse in Motion as Shown by Instantaneous Photography", no qual omite fotografias reais de Muybridge, confiando nos desenhos e gravuras baseadas nas fotografias, além de dar escassos créditos ao fotógrafo pelo seu trabalho.

## Assassinato de Harry Larkyns
Em 1874, morando em San Francisco, Muybridge descobriu que sua esposa mantinha um relacionamento extraconjugal com Major Harry Larkyns. Em outubro daquele ano ele procurou Larkyns e teria dito: "Good evening, Major, my name is Muybridge and here is the answer to the letter you sent my wife" (Boa noite Major, meu nome é Muybridge e aqui está a resposta para a carta que você enviou para minha esposa); Ele então matou o Major com um tiro de espingarda.
Muybridge, que foi absolvido do assassinato por este ser considerado "um homicídio justificável", acreditava que Larkyns era o verdadeiro pai de seu filho - embora o menino, quando adulto, tivesse uma semelhança notável com o fotógrafo. O inquérito interrompeu suas experiências com fotografias equestres, mas não seu relacionamento com Stanford, que pagou por sua defesa.
Um interessante aspecto da defesa de Muybridge foi o argumento de demência devido a uma lesão em sua cabeça. Os amigos demonstraram que o acidente mudou sua personalidade, passando de genial para instável e errático. O júri aceitou a argumentação, e não é improvável que Muybridge tenha experimentado as mudanças emocionais devido a danos no córtex pré-frontal, associado frequentemente a lesões traumáticas na cabeça.
Após a absolvição, deixou os Estados Unidos e passou a fotografar na América Central, retornando em 1877. Teve seu filho Florado Helios Muybridge ("Floddie"), posto em um orfanato. Ao se tornar adulto, Floddie trabalhou como rancheiro e jardineiro, vindo a falecer em 1944, vítima de um acidente de carro.
Esse episódio na vida de Muybridge é assunto de The Photographer, uma ópera de 1982 escrita por Philip Glass.

## Zoopraxiscópio

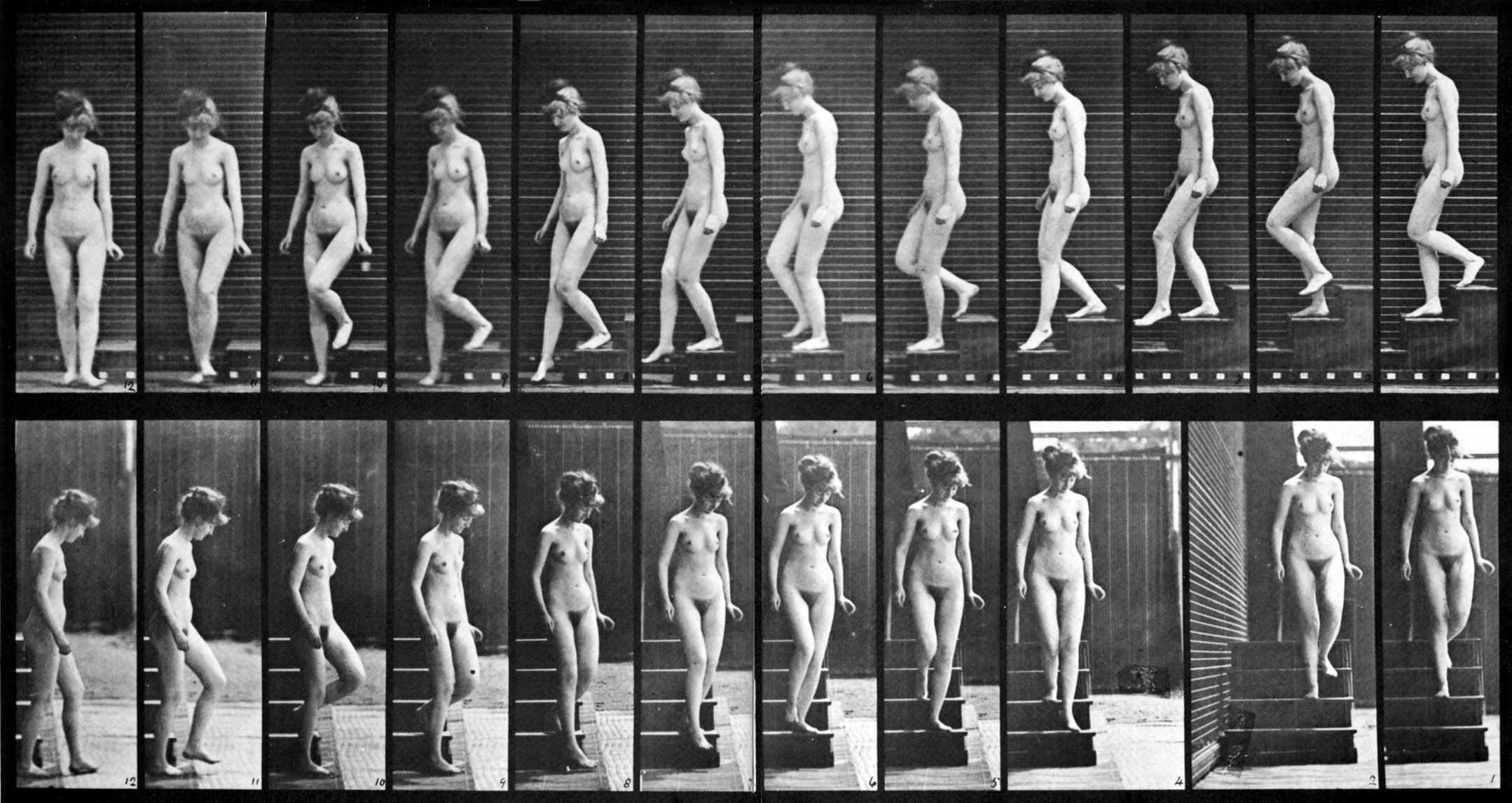
Mulher descendo as escadas.

Esperando capitalizar a atenção do público aos seus retratos, Muybridge inventou o Zoopraxiscópio, uma máquina similar ao Zootrópio, mas onde as imagens possuíam um movimento realístico. O sistema foi o precursor do desenvolvimento da película de filme e suas apresentações foram aclamadas pela audiência do público e dos cientistas.
Na Exposição Universal de 1893, em Chicago, Muybridge deu uma série de palestras sobre locomoção animal no salão Zoopraxográfico, construído especialmente para essa finalidade. Usou seu zoopraxiscópio para mostrar seus retratos em movimento a um público pagante, que fez com que o salão fosse considerado o primeiro cinema comercial.

Um casal em movimento

Na Universidade da Pensilvânia e no zoológico local, Muybridge usou uma série de câmeras para fotografar pessoas e animais, e estudar seu movimento. Os modelos, ou inteiramente nus ou com roupa muito pequenas, foram fotografados em uma variedade de empreendimentos, variando do encaixotamento ao passeio abaixo das escadas. Entre 1883 e 1886, fez um total de 100 000 imagens, trabalhando sob os auspícios da Universidade. Foram publicados como 781 placas que compreendem 20 000 fotografias em uma coleção intitulada "Animal Locomotion". Muybridge trabalhou lado a lado com o início da ciência da biomecânica e da mecânica dos atletas.
Recentemente, tem-se agregado a influência de Étienne Jules Marey em seu trabalho. Muybridge visitou o estúdio de Marey na França e viu estudos de stop-motion que ele realizava, antes de retornar aos Estados Unidos para promover seu próprio trabalho na mesma área. Entretanto, visto que as realizações científicas de Marey nos reinos da cardiologia e da aerodinâmica (assim como a abertura de caminhos do trabalho na fotografia e na cronofotografia) são indisputáveis, os esforços de Muybridge eram a algum grau mais artísticos do que científicos. O próprio Muybridge explicou, em algumas de suas sequências publicadas, que substituiu as imagens onde as exposições não ilustravam um movimento representativo.

## Morte
Eadweard Muybridge retornou à Inglaterra em 1894, publicou dois livros e faleceu em 8 de maio de 1904. Foi cremado e suas cinzas enterradas em Woking.

## Legado
- Muitas de suas sequências fotográficas foram publicadas em 1980, sob o título "Studies of Animal Locomotion".

- O vídeoclipe do single de Lawrence Gowan, "(You're A) Strange Animal", foi uma animação proeminentemente feita no rotoscópio, outro trabalho de Muybridge.

- Em 1993, a banda irlandesa U2 fez um vídeo para a música "Lemon", um tributo às técnicas de Muybridge.

- Em 2004, o grupo de música eletrônica The Crystal Method fez um vídeo para a música "Born Too Slow", também baseado-se no trabalho de Muybridge.

- Um documentário sobre sua vida e trabalho, intitulado Eadweard Muybridge, Zoopraxographer, foi produzido em 1974 por Thom Andersen.

- O compositor Philip Glass compôs, em 1982, a ópera The Photographer, baseada na história do assassinato do amante da esposa de Muybridge.

- A Kingston University, em Londres, possui um prédio nomeado em reconhecimento ao seu trabalho como um dos mais importantes fotógrafos britânicos.

## Filmografia
| Ano  | Título                                                  |
| ---- | ------------------------------------------------------- |
| 1878 | Sallie Gardner at a Gallop                              |
| 1881 | Athlete Swinging a Pick                                 |
| 1883 | Buffalo Running                                         |
| 1887 | Woman Walking Downstairs                                |
| 1887 | Cockatoo Flying                                         |
| 1887 | Woman Throwing Baseball                                 |
| 1887 | Woman Sitting Down                                      |
| 1887 | Woman Setting Down Jug                                  |
| 1887 | Woman Pouring from Jug                                  |
| 1887 | Woman Picking Up Skirt                                  |
| 1887 | Woman Picking Up Child                                  |
| 1887 | Woman Opening Umbrella                                  |
| 1887 | Woman Jumping from Rock to Rock                         |
| 1887 | Woman Hopping on One Foot                               |
| 1887 | Woman Getting Into Bed                                  |
| 1887 | Virginia Deer, Buck, Galloping                          |
| 1887 | Storks, Swans, etc.                                     |
| 1887 | Sloth Climbing                                          |
| 1887 | Raccoon Walking                                         |
| 1887 | Pig Walking                                             |
| 1887 | Ox Walking                                              |
| 1887 | Ostrich Walking                                         |
| 1887 | Orex Galloping                                          |
| 1887 | Mule Kicking                                            |
| 1887 | Man Taking Off His Boater                               |
| 1887 | Man Riding Jumping Horse                                |
| 1887 | Lion Walking                                            |
| 1887 | Lioness Walking                                         |
| 1887 | Leopard Walking                                         |
| 1887 | Kangaroo Walking on All Fours, Changing to Jumping      |
| 1887 | Guanaco Galloping                                       |
| 1887 | Goat Walking                                            |
| 1887 | Gnu Bucking and Galloping                               |
| 1887 | Gallop; Saddle; Thoroughbred Bay Horse Bouquet          |
| 1887 | Elephant Walking                                        |
| 1887 | Eland Trotting                                          |
| 1887 | Dog Running                                             |
| 1887 | Crossing Brook on Step-Stones with Fishing Pole and Can |
| 1887 | Child Bringing Bouquet to Woman                         |
| 1887 | Chickens Scared by Torpedo                              |
| 1887 | Capybara Walking                                        |
| 1887 | Boys Playing Leapfrog: Side View                        |
| 1887 | Baboon Walking on All Fours                             |
| 1887 | Baboon Climbing a Pole                                  |
| 1887 | Antelope Trotting                                       |
| 1887 | Adjutant Walking                                        |
| 1897 | Woman Turning and Walking Upstairs                      |